# Naumanniola ramosa
Naumanniola ramosa är en stekelart som beskrevs av Boucek 1988. Naumanniola ramosa ingår i släktet Naumanniola och familjen finglanssteklar. Inga underarter finns listade i Catalogue of Life.